# Germán ősvallás
A germán ősvallás a germán nyelvet beszélő, különféle fejlettségi fokon álló törzsek viszonylag egységes hitvilága és vallása a kereszténység felvétele előtt. Egységes germán vallásról csak fenntartásokkal és helyi eltérések figyelembevételével beszélhetünk.
A germánok Európa északnyugati részét, a kelták települési területétől északra húzódó, erdős, mocsaras és hegyvidéki térségeket népesítették be. Ókori források egybehangzóan állítják, hogy a keltáknál primitívebb, barbárabb körülmények között éltek. Ez a megállapítás vonatkozott vallási képzeteikre, szertartásaikra és intézményeikre is.
Az északi germánok – akik Skandináviában éltek – vallási hiedelmeit főleg az Edda-dalokból ismerjük, a déli germánokét ősi hagyományokat gyűjtő középkori szerzetesek révén. A germán törzsek a 4–10. század között tértek keresztény hitre, de ősi hiedelmeiket népi szertartásaikban, mondáikban továbbra is megőrizték.

## Általános jellemzés
A kelta druidákéhoz hasonló papi szervezetük nem alakult ki, ellenben előkelőik skáldokat (vándordalnokok) tartottak, akik hőstetteiket versben, énekben megörökítették. Az Edda és a Sagák ilyen hősmondákat tartalmaznak, s a mitológiai anyag ezek keretébe van beillesztve.
Hittek a föld alatti, földi, vízi, hegyi szellemekben. Hitük erdőt-mezőt benépesített tündérekkel törpékkel. Az északi hitrege szerint az emberek sorsa születésüktől kezdve halálukig a nornák kezében van; a nornáknak áldoztak is. A szellemek között népszerűek voltak Odin szolgálói, a valkűrok, akik az elesett harcosokat a valhallába, az örök élet hajlékába kísérik. Hitregéikben szerepük volt az óriásoknak, akik nemcsak az istenekkel hadakoztak, hanem az embereknek sem mindig jóakarói, ezért óvakodni kell tőlük.
Nagy szerepet játszottak képzeletükben az ember-lelkes, átváltozásra képes állatok, a farkas és a medve; Odin hollója pedig jóstehetséggel volt felruházva.
A germánok halottaikat elföldelték vagy elhamvasztották. Hittek a halottak feltámadásában, akiknek lelkét tiszteletben részesítették.
Elterjedt volt körükben a mágia, a varázslás sok formája.
A skandinávok vallása magasabb fokon állt, mint a déli germán törzseké. Mítoszaik terjedelmesebbek, isteneik világa jobban ki volt építve, s istentiszteletük is fejlettebb volt. Nekik már templomaik is voltak.
A hét napjai az isteneknek voltak szentelve. Az máig tetten érhető sok szóban:
| magyar név | eredet               | óészaki (skandináv) név | ónémet            | óangol (angolszász) |
| ---------- | -------------------- | ----------------------- | ----------------- | ------------------- |
| hétfő      | A hold napja         | Manadagr                | Mondtag           |                     |
| kedd       | Tyr (Tíw, Ziu) napja | Tyrsdagr                | Tinstag / Ziestag | Tíwesdæg            |
| szerda     | Odin (Wotan) napja   | Odinsdagr               | Wodanstag         | Wédnesdæg           |
| csütörtök  | Thor (Donar) napja   | Thorsdagr               | Donarstag         |                     |
| péntek     | Frigg (Frija) napja  | Frjadagr                | Frijatag          | Frígedæg            |
| szombat    | [ megj. 1 ]          | Laugardagr / Løghardagr | Laugtag           |                     |
| vasárnap   | A nap napja          | Sunnudagr               | Sontag            | Sunadæg             |

## Istenek
A germán istenek szüntelen harcok, ellentétek világában éltek. A neveik közül soké fennmaradt, hatáskörük, tiszteletük módja azonban jobbára ismeretlen. Gyakran léptek fel csoportosan, például az Eddában Odhin, Hönir és Loki.
Az istenek – így tartja az északi germánok mítosza – két nagy csoportra oszlottak: Ázok (Æsir) és Vánok (Vanir) csoportjára. 
 bővebben: Ázok és Vánok
Ami az első pillanatra észrevehető: az indoiráni népek istencsoportjaitól: Ásura (Áhura) – Deva (Daiva) ellentéttől eltérően a germán istenek egyik nagy csoportja sem egyértelműen "jó" vagy "rossz", segítő vagy pusztító isten. Harcuk ezért nem is végződhet egyik fél teljes győzelmével. A két istenségcsoport mitikus harca háromszoros összeütközés, pusztítás és újrakezdés után végül valóban eldöntetlenül végződik.
Főbb istenek:
- Odhin (Odin, Wotan) az északi germánok fő istene – aki a déli germánoknál Wotan néven szerepel – a teremtő, az istenek atyja és uralkodója.[2]
- Thor (Donar) - a legharciasabb isten, a mennydörgés istene, a földművelés védője, a harcosok istene
- Tyr (Ziu) - félkarú hadisten
- Baldr - az egyik legtekintélyesebb isten, a meghaló és továbbélő természet jelképe
- Frigg (Frija) - az istennők között a főhelyet foglalta el
- Freyja - a termékenység istennője

 lásd még: Skandináv istenek
A római hatás alá kerülő germánok isteneit a római istenekkel azonosították. Tyr (Ziu) neve alapján a szanszkrit Diausz, a görög Zeusz vagy római Jupiter rokona lenne, de harcias funkciója miatt Marssal azonosították. Thort (Donar) a villámmal és mennydörgéssel való kapcsolata miatt lehetett Jupiter megfelelőjének tartani. Odhin (Wotan) bár rangja szerint a legfőbb isten, mágikus képességei és vándorlásai miatt Mercurius megfelelőjének volt tekinthető. A római Tacitus úgy tudja már, hogy a germánok legfőbb istene Mercurius, és mellette Hercules és Mars (alighanem Thor és Tyr) áll a legnagyobb tiszteletben. Az istennők közül akár Frigg, akár Freyja azonosítható volt Vénusszal.

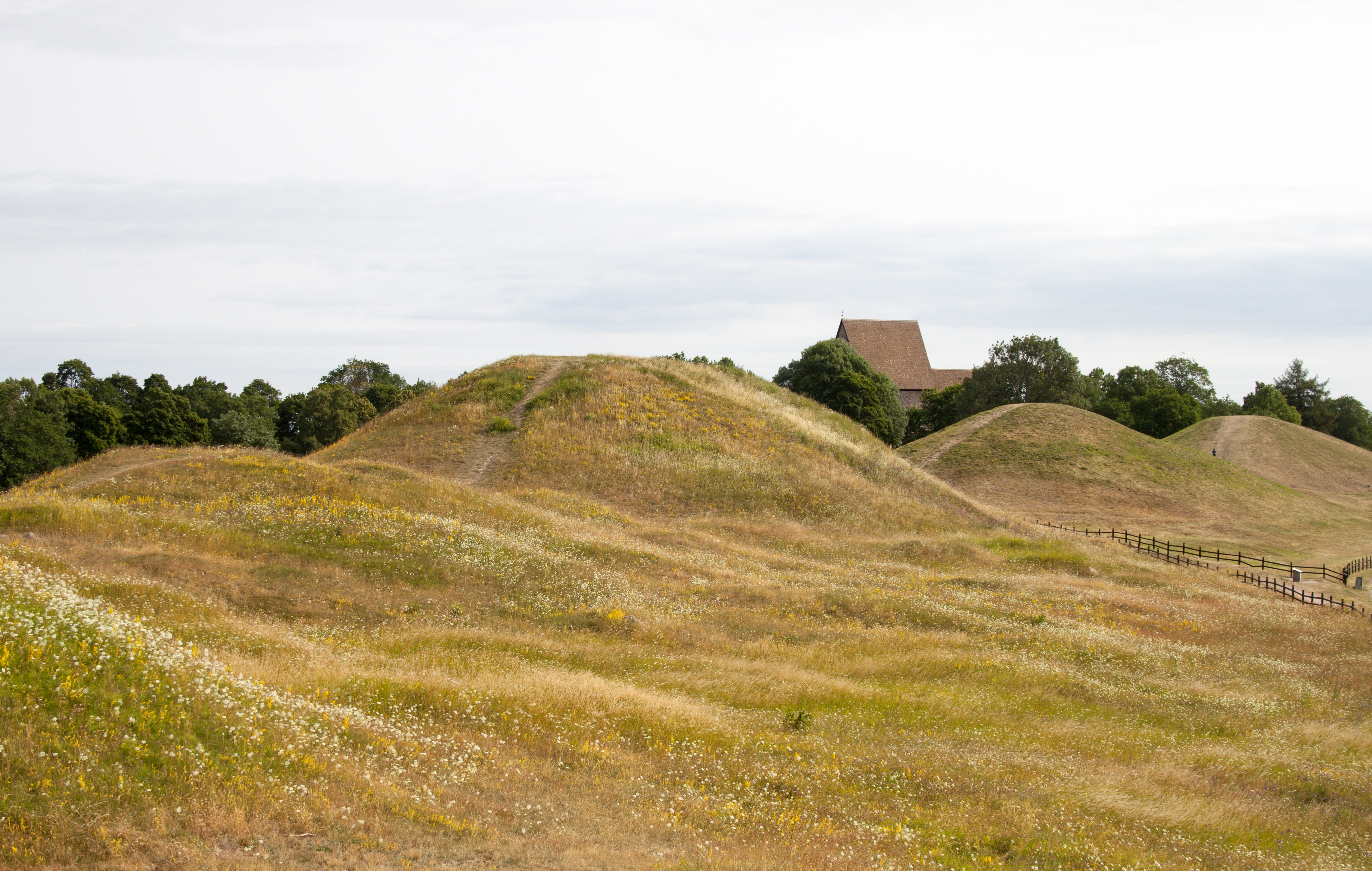
Az uppsalai halomsírokról (→ Gamla Uppsala) azt tartotta a monda, hogy alattuk Odhin, Thor és Freyr vannak eltemetve. A mögöttük lévő egykori pogány templom helyére keresztény templom épült (→ Gamla Uppsala temploma).

Egyes istenek nevei különböző germán nyelveken:
| protogermán (hipotézis) | óangol   | ónémet      | óészaki    | gót       |
| ----------------------- | -------- | ----------- | ---------- | --------- |
| *Wôðanaz                | Woden    | Wodan/Wotan | Óðinn      |           |
| *Þunraz                 | Þunor    | Donar       | Þórr       |           |
| *Tîwaz                  | Tiw      | Zîu         | Týr        | Tyz       |
|                         | Seaxneat | Saxnôte     |            |           |
|                         | Geat     | Gausus      | Gautr      |           |
| *Frijō                  | *Frige   | Frîja       | Frigg      |           |
|                         | *Eostre  | *Ôstara?    |            |           |
| *Ingwaz                 | Ing      | -           | Yngvi/Frey |           |
|                         |          | Phol?       | Baldr      | Baldr     |
|                         | *Freo    | Fricco      | Freyja     | Fráujo    |
| *Sôwilô/*Saewelô.       | Sigel    | Sunna       | Sol        |           |
| *Erminaz                |          | Irmin       |            |           |
|                         |          | Hama        |            | Heimdallr |
|                         |          | Fosite      | Forseti    |           |

## Kultusz

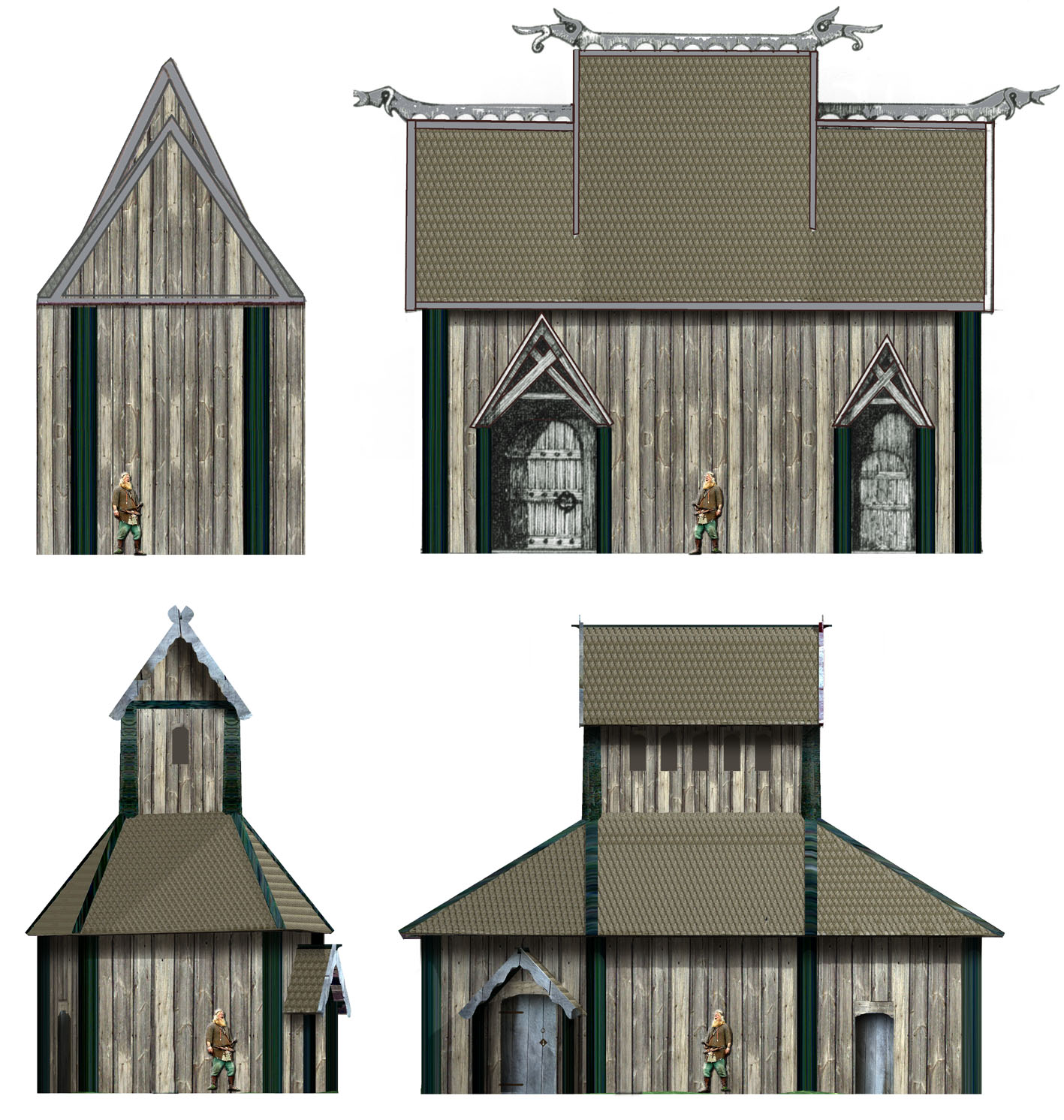
Egy rekonstruált fatemplom képe Dél-Svédországban

A kultuszról keveset tudunk, fő formája az áldozat volt. 
A római történetíró, Tacitus alapján a germánok kultusza a ligetekben zajlott. Sok fát és ligetet szentként tiszteltek. A fák mellett, szent köveknél, forrásoknál áldoztak. Áldozataik között gyakori volt a ló- és emberáldozat. Bűnösöket és hadifoglyokat úgy végeztek ki, hogy egyben áldozat is legyen az istenek megajándékozására.
A szabad ég alatt emelt áldozati oltárok mellett Skandináviában építettek állandó templomokat is. A templomok nagy csarnokból álltak, ahol áldozataikat mutatták be. A templomhoz félkör alakú épület volt csatolva, amely egyéb istentiszteleti célokra szolgált. Az egyik legismertebb és legnagyobb templomuk Uppsalában épült, ebben Odhinn, Thor és Frey szobrai álltak; belseje arannyal volt bevonva.
A germán pogány vallásoknak nem alakult ki papi szervezete.
Az ősök szellemének étel- és italáldozattal adóztak: malachús és sör fogyasztásával.

## Ünnepek
Legnagyobb, illetve a nagyobb területen elterjedt ünnepük a Jul (Julfest) volt, mely helyére később, a keresztény korban a karácsonytól újévig terjedő ünnepségek léptek. Az izlandi kéziratos gyűjtemény, a Flateyjarbók (1500 körül) arról számol be, hogy a pogányok Odin tiszteletére tartották ezt az ünnepet.
Eostre – feltehetőleg – a termékenység istennőjének ünnepét tavasszal, a tavaszi napéjegyenlőség idején tartották. A kereszténység felvételekor ezen ünnep helyébe Jézus feltámadásának ünnepe, a húsvét lépett.

## Áttérés a kereszténységre
Egyes germán törzsek római fennhatóság alá való kerülésével adva volt a lehetőség, hogy vallásuk római hatás alá kerül. Ez meg is történt. A római katonaság bevitte a germánok földjére Mithrász tiszteletét, oltárokat állított Isisnek és Herculesnek. A 4. századtól azonban a kereszténység viszonylag rövid idő alatt sikert aratott a germán népeknél. Gyors áttérésük csak azzal magyarázható, hogy a germánok az új, a sajátjukkal annyira ellentétes, latin kultúra kíséretében hozzájuk érkezett eszmékkel nem állíthattak szembe semmi határozott nézetet, mivel ők maguk nem voltak képesek saját vallásukat továbbfejleszteni úgy, ahogyan azt a szellemi szituáció megkívánta volna.
A középkor kezdetén a kereszténység a keleti és nyugati gótok, a vandálok és szvébek is a kereszténységre tértek. E germán népek nagy része a kereszténység ariánus, a római egyház által eretneknek nyilvánított formáját tette magáévá, egyedül a frankok maradtak még pogányok és mentesek az arianizmustól, így a római misszió iránya feléjük fordult.
Klodvig király 496-ban felső-rajnai győzelmével meghódította Galliát és ugyanebben az évben megkeresztelkedett, majd ezt követően az egész frank nép a kereszténység római katolikus útjára tért.
597-ben látott munkához a római misszió az angolszászok között és kb. ugyanebben az időben a longobárdok között. A kereszténység nem pusztította ki és nem is akarta kiirtani teljesen a pogányok őshitét. Nagy Gergely pápa Mellitusz apáthoz írt levelében (601) azt az utasítást adta, hogy a térítők ne semmisítsék meg a megtérítendő népek szentélyeit, hanem inkább használják ki az azokhoz fűződő kegyeletet és éppen azokon a helyeken állítsák fel az igaz Isten oltárát, ahol azelőtt a pogány isteneket imádták. Sok keresztény templom a germánok korábbi áldozóhelyére épült. A pogány oltárokat vagy oltárköveket befalazták a keresztény templomok alapjaiba, és gyakran a germán istenek galériája fölött Krisztus trónolt. Ugyanígy a pogány áldozati szokásokat is fenntartották és azoknak keresztény értelmet adtak.
Germania nagy hittérítője, Bonifatius Wynfrith (Szt. Bonifác) (kb. 673–754) demonstrálandó a kereszténység hatalmát a pogány rítusok felett, 724-ben kivágatta Geismar mellett a Donar istennek szentelt hatalmas tölgyfát és anyagából kápolnát építtetett Szent Péter tiszteletére. Később a középkorban a kegyhelyeken Szűz Máriával hozták kapcsolatba a tölgyfát, mivel a legenda szerint egy tölgyfában az ő képére találtak.
Nagy Károly (768-814) frank birodalma a nyugati keresztény országok nagy részét magába foglalta. Az uralkodó a nyugati egyház urává és védelmezőjévé vált. Hódításai folytán a leigázott törzseket – Németalföldön és Közép-Németországban is – a kereszténység felvételére kényszerítette.
Miután Közép-Európa legnagyobb része már keresztény lett, Róma a 9. században Skandinávia népeinek megtérítéséhez fogott. A dánok, svédek a 10-11. században tértek át, de azért pogány hagyományaikat hosszú időn át megőrizték.

## Megjegyzés
1. ↑  a szombat istenének a germán eredetére nem tudtak rábukkanni, a római Dies Saturni isten neve él tovább a mai angol nyelvben: Saturday
2. ↑  Szent fák voltak pl: Donar tölgye a mai Hessenben, Uppsala szent fája, a Caill Tomair az Ír-szigeten stb.

## Fordítás
- Ez a szócikk részben vagy egészben  a   Germansk religion című dán Wikipédia-szócikk fordításán alapul.  Az eredeti cikk szerkesztőit annak laptörténete sorolja fel. Ez a jelzés csupán a megfogalmazás eredetét és a szerzői jogokat jelzi, nem szolgál a cikkben szereplő információk forrásmegjelöléseként.